# Érico Veríssimo
Érico Veríssimo (Cruz Alta, Río Grande del Sur, 17 de diciembre de 1905 - Porto Alegre, 28 de noviembre de 1975) fue un escritor brasileño. 

## Biografía
Veríssimo fue hijo de Sebastião Veríssimo da Fonseca y Abegahy Lopes Veríssimo. Cuando nació, su familia era de clase alta. Sin embargo, durante su juventud, su padre tuvo que declararse en bancarrota, por lo que Veríssimo tuvo que abandonar la secundaria para buscar trabajo.
Inicialmente, Veríssimo permaneció en Cruz Alta como dueño de una botica, pero no tuvo éxito. En 1930, se mudó a Porto Alegre, en donde decidió dedicarse a escribir. Allí, conoció a escritores de renombre como Mario Quintana, Augusto Meyer y Guilhermino César. En 1931, fue contratado como secretario de edición de la Revista do Globo y, en 1933, fue nombrado editor de la revista. Posteriormente, asumió la responsabilidad de los proyectos editoriales de Editora Globo, con lo que alcanzó renombre nacional.
Veríssimo publicó su primera obra, el libro de cuentos Fantoches, en 1932. Al año siguiente, publicó Clarissa, su primer gran éxito.
En 1931, se casó con Mafalda Volpe, con quien tuvo dos hijos: Luis Fernando, quien también es escritor, y Clarissa.
En 1943, Veríssimo y su familia se mudaron a los Estados Unidos, en donde enseñó literatura brasileña en la Universidad de California en Berkeley hasta 1945. Entre 1953 y 1956, fue director del Departamento de Asuntos Culturales de la Organización de los Estados Americanos en Washington D. C. Durante su estadía en los Estados Unidos, escribió dos libros: Gato preto em campo de neve (1941) y A volta do gato preto (1947).
Su trilogía O Tempo e o Vento, escrita entre 1949 y 1961, es considerada su mejor trabajo. En 1965, publicó la novela O Senhor Embaixador, en la cual crítica la política latinoamericana. En su novela  de 1971, Incidente em Antares, mezcla la historia de Brasil con elementos fantásticos, narrando como los cadáveres se rebelan durante una huelga de los sepultureros en la ciudad ficticia de Antares.
Veríssimo murió de un ataque cardiaco en 1975 y dejó sin completar el segundo volumen de su autobiografía Solo de Clarineta y una novela que se iba a titular A Hora do Sétimo Anjo.

## Obras

### Cuentos
- O ataque (1959)
- Os devaneios do general (1942)
- As mãos de meu filho (1942)
- Fantoches (1932)

### Novelas
- Incidente em Antares (1971)
- O prisioneiro (1967)
- O Senhor Embaixador (1965)
- O Tempo e o Vento
  - O arquipélago (1961)
  - O retrato (1951)
  - O continente (1949)
- O Resto É Silêncio (1943)
- Saga (1940)
- Olhai os Lírios do Campo (1938)
- Um Lugar ao Sol (1936)
- Música ao Longe (1936)
- Clarissa (1933)

### Literatura infantil
- Gente e bichos (1956)
- Aventuras no mundo da higiene (1939)
- Viagem à aurora do mundo (1939)
- Outra vez os três porquinhos (1939)
- A vida do elefante Basílio (1939)
- O urso com música na barriga (1938)
- As aventuras de Tibicuera (1937)
- Meu ABC (1936)
- Rosa Maria no castelo encantado (1936)
- Os três porquinhos pobres (1936)
- As aventuras do avião vermelho (1936)
- A vida de Joana d'Arc (1935)

### Libros de viajes
- Israel em abril (1969)
- México (1957)
- A volta do gato preto (1946)
- Gato preto em campo de neve (1941)

### Autobiografías
- Solo de clarineta (2° volumen, 1976)
- Solo de clarineta (1° volumen, 1973)
- O escritor diante do espelho (1966)

### Ensayos
- Mundo velho sem porteira (1973)
- Brazilian Literature (1945)